# سانتا ماریا دل اینبیرنو
سانتا ماریا دل اینبیرنو (به اسپانیایی: Santa María del Invierno) یک شهرستان در اسپانیا است که در کاستیا و لئون واقع شده‌است.

## خصوصیات
سانتا ماریا دل اینبیرنو ۱۶٫۱۸ کیلومترمربع مساحت و ۶۲ نفر جمعیت دارد و ۸۵۴ متر بالاتر از سطح دریا واقع شده‌است.